# Diversidad sexual en Benín
Las personas lesbianas, gais, bisexuales y transgénero (LGBT) en Benín enfrentan desafíos legales que no experimentan los residentes no LGBT. Aunque los actos sexuales entre personas del mismo sexo, tanto para hombres como para mujeres, son legales en Benín, los homosexuales continúan enfrentándose a una persecución generalizada y rara vez son abiertos sobre su sexualidad. También son considerados por muchos como desviados de la sociedad, y la homosexualidad a menudo es considerada una enfermedad traída por los blancos al país. Las personas LGBT también se enfrentan a la estigmatización entre la población en general.
Desde 2018, existe una protección legal contra la incitación a la discriminación, al odio y la violencia basados en la orientación sexual de una persona o grupo de personas.

## Ley sobre actividad sexual entre personas del mismo sexo
En Benín, las relaciones sexuales consentidas entre personas adultas del mismo sexo son legales. El artículo 545 del nuevo Código Penal, vigente desde 2018, establece penas más severas para quien cometa un acto indecente o contra natura con un menor del mismo sexo. Sin embargo, la edad de consentimiento sexual es la misma para personas sin distinción de sexo.
Anteriormente, el artículo 331 del antiguo Código Penal (aprobado mediante una enmienda de 1947 al Código Penal de 1877) establecía la edad de consentimiento para las relaciones homosexuales en 21 años: "Sin perjuicio de las penas más severas previstas en los párrafos anteriores o en los artículos 332 y 333 del presente Código, será castigado con pena de prisión de seis meses a tres años y multa de 200 a 50.000 francos quien cometa un acto indecente o contra natura con un menor del mismo sexo menor de 21 años". El antiguo Código Penal fue en realidad el Código Penal del África Occidental Francesa adoptado por decreto colonial francés el 6 de mayo de 1877.
El artículo 88 del proyecto de Código Penal de Benín de 1996 decía: "Cualquiera que cometa un acto indecente o un acto contra la naturaleza con una persona del mismo sexo será castigado con 1 a 3 años de prisión y una multa de 100.000 a 500.000 francos". Este borrador, sin embargo, nunca fue votado como ley.
En respuesta a su Revisión Periódica Universal del CDHNU de 2008, el representante de Benín declaró: "[respecto al] tema de la homosexualidad, el fenómeno no se ignora sino que es marginal. Las familias nunca permitirían que sus hijos fueran llevados ante los tribunales por tal delito, por lo que nunca se ha dictado sentencia penal, aunque la ley lo prevea”. Pero esta respuesta oficial es inexacta porque la Asamblea Nacional de Benín comenzó a revisar el código penal en 1996, 2001, 2008 y 2010, pero aún no ha codificado un código penal contemporáneo que aborde las relaciones entre personas del mismo sexo. Así, la única ley vigente en materia de relaciones entre personas del mismo sexo es la de 1949, que establece una edad de consentimiento desigual para las relaciones sexuales heterosexuales y homosexuales.
El 4 de marzo de 2013, el embajador francés invitó al Ministro de Justicia de Benín a una reunión para discutir la respuesta oficial de Benín a su Examen Periódico Universal del CDHNU de 2012. Benín había rechazado las recomendaciones de los estados que pedían a Benín que mejorara la situación de las personas LGBT. Pero en la reunión del 4 de marzo, la ministra se dirigió a su director adjunto, quien posteriormente dijo que "ciertas cosas se corregirían".
Entre las leyes propuestas más recientemente con respecto a la actividad sexual entre personas del mismo sexo se encuentra un proyecto de código penal de octubre de 2008, que aún no ha sido votado. A diferencia del borrador de 1996, el borrador de 2008 del Código Penal no incluye ninguna referencia al castigo por las relaciones sexuales consentidas entre adultos del mismo sexo en privado:[cita requerida]

SECCIÓN IV: DELITOS MORALES
Párrafo 1: Indignación pública por ataques a la decencia
Artículo 542: Cualquier persona que cometa una afrenta a la decencia pública será castigada con prisión de tres meses a dos años y multa de cincuenta mil a doscientos cincuenta mil francos.
Artículo 543: Todo delito al pudor, cometido o intentado sin violencia ni coacción, ni sorpresa en la persona de un menor de quince años, será castigado con prisión de tres a cinco años y multa de cincuenta mil francos a doscientos y cincuenta mil francos o una de estas penas.
Sin perjuicio de las penas más graves previstas en el párrafo anterior o en el artículo 545 de este Código, será reprimido con prisión de seis meses a tres años y multa de cincuenta mil a doscientos cincuenta mil francos el que cometiere un acto obsceno o contra la naturaleza. con un hijo individual del mismo sexo.
Sin embargo, el atentado al pudor contra un menor de quince años será castigado con prisión de cinco a diez años y multa de veinte mil francos a un millón de francos o una de estas dos penas sólo cuando se haya cometido o intentado con violencia, coacción o sorpresa, o por tutor legítimo, natural o adoptivo de la víctima o por persona que tenga dominio sobre ella, o por dos o más autores o cómplices, o incluso por persona que haya abusado de la autoridad conferida por sus funciones”.

## Reconocimiento de las relaciones entre personas del mismo sexo
No hay reconocimiento de derechos legales para parejas del mismo sexo. El artículo 123 del Código de la Persona y de la Familia (2002) establece que "El matrimonio sólo podrá contraerse entre un hombre de dieciocho años de edad por lo menos y una mujer de dieciocho años de edad por lo menos".
El gobierno ha reconocido las relaciones entre personas del mismo sexo de los miembros del cuerpo diplomático adscrito a Benín al otorgar visas diplomáticas e inmunidad diplomática a las parejas del mismo sexo de diplomáticos extranjeros en Benín.[cita requerida]

## Adopción
El artículo 96 del Código de la Infancia de Benín (Ley 2015-08) establece que la adopción nacional plena puede ser solicitada por parejas y por cualquier persona soltera. El artículo 3 define a la pareja como dos personas de sexo opuesto unidas por el vínculo del matrimonio. Además, el artículo 104(d) sobre los "Criterios de Admisión de un Adoptante Internacional" establece que una pareja extranjera que desee adoptar un niño con nacionalidad beninesa no debe ser homosexual.

## Protecciones contra la discriminación
Existen protecciones legales limitadas basadas en la orientación sexual y la vida sexual. No existe protección legal contra la discriminación por identidad de género.
El artículo 394 sobre "Datos Sensibles" de la Ley 2017-20 del Código Digital de la República de Benín (2017) establece: «Se prohíbe el tratamiento de datos personales que revelen el origen racial o étnico, las opiniones políticas, la religión o las creencias, la afiliación sindical, así como el tratamiento de datos genéticos, datos biométricos con el fin de identificar de manera única a una persona física, datos relativos a la salud o datos relativos a la vida u orientación sexual de una persona física». El artículo 552 prohíbe, con penas de cárcel y multas, la incitación a la discriminación, al odio y a la violencia por motivos de oposición de la orientación sexual de una persona o un grupo de personas.
El artículo 6 de la Ley de Protección de Datos Personales (2009) establece: «Se prohíbe, sin el consentimiento expreso del interesado, recopilar o tratar datos personales que revelen, directa o indirectamente, el origen racial o étnico, las opiniones políticas, filosóficas o religiosas, la afiliación sindical o datos relativos a la salud y la vida sexual de dichas personas».
El artículo 36 de la Constitución de Benín dice: "Todo beninés tiene el deber de respetar y considerar a sus propios parientes sin discriminación alguna; y de mantener relaciones con los demás que le permitan la salvaguarda, el refuerzo y la promoción del respeto, el diálogo y la tolerancia recíproca con miras a la paz y la cohesión nacional”.

## Donación de sangre
No existen restricciones específicas para las personas LGBT según el Decreto Nº 1999-639 sobre la Reglamentación de la donación de sangre total y la distribución de sangre y sus derivados en la República de Benin y tampoco según la Agencia Nacional de Transfusión de Sangre.

## Condiciones de vida
A principios de 2013 había aproximadamente nueve asociaciones LGBT beninesas en funcionamiento en Cotonú, Porto Novo y Parakou. Entre las organizaciones se encuentran Bénin Synergie Plus (BESYP); l'Union pour la Solidarité, l'Entraide et le Développement (USED); les Amis de Sans Voix; Swallow (golondrina) Club of Benin; y Tous Nés Libres et Egaux.
El Informe de Derechos Humanos de 2012 del Departamento de Estado de los Estados Unidos encontró que "no hubo informes de casos penales relacionados con la homosexualidad. No hubo informes de discriminación social o violencia basada en la orientación sexual de una persona".
Una de las organizaciones LGBT existentes en el país es Hirondelle Club Benin, la cual ha denunciado diferentes casos de violencia en contra de las personas LGBT del país.
El 17 de mayo de 2013, las asociaciones LGBT de Cotonú organizaron un evento público en apoyo del Día Internacional contra la Homofobia, la Transfobia y la Bifobia en el Institut Français de Cotonú que atrajo a una audiencia diversa de 200 personas. Quizás por primera vez un debate abierto llevó a los benineses a expresar su apoyo y sus preguntas y preocupaciones sobre la homosexualidad en Benín. Varias personas se identificaron abiertamente como homosexuales y varias más como homofóbicas.